# Canoa/kayak ai Giochi della XXXI Olimpiade - K1 500 metri femminile
La gara di velocità femminile K1, 500 metri, per Rio de Janeiro 2016 si è svolta alla Laguna Rodrigo de Freitas dal 17 al 18 agosto 2016.

## Regolamento della competizione
La competizione prevede quattro batterie di qualificazione, tre semifinali e una finale. Le prime cinque classificate e la miglior sesta nelle batterie di qualificazione accedono alle semifinali. Le prime due classificate e le due migliori terze accedono alla finale "A", per l'assegnazione delle medaglie. Le successive otto più veloci alle semifinali accedono alla finale "B".

## Programma
| Data                     | Ora         | Round               |
| ------------------------ | ----------- | ------------------- |
| Mercoledì 17 agosto 2016 | 09:58 11:17 | Batterie Semifinali |
| Giovedì 18 agosto 2016   | 10:04       | Finale              |

## Risultati
| FA | Qualificato in finale A (per le medaglie)                       |
| FB | Qualificato in finale B (non per le medaglie)                   |
| Q  | Qualificato al turno successivo per posizione in qualificazione |

### Batterie

#### Batteria 1
| Pos. | Atleta          | Paese         | Tempo    | Note |
| ---- | --------------- | ------------- | -------- | ---- |
| 1    | Lisa Carrington | Nuova Zelanda | 1'54"765 | Q    |
| 2    | Emma Jørgensen  | Danimarca     | 1'55"660 | Q    |
| 3    | Teresa Portela  | Portogallo    | 1'56"439 | Q    |
| 4    | Rachel Cawthorn | Gran Bretagna | 1'56"612 | Q    |
| 5    | Zoya Ananchenko | Kazakistan    | 1'58"136 | Q    |
| 6    | Yusmari Mengana | Cuba          | 2'02"162 |      |
| 7    | Afef Ben Ismail | Tunisia       | 2'08"170 |      |

#### Batteria 2
| Pos. | Atleta            | Paese       | Tempo    | Note |
| ---- | ----------------- | ----------- | -------- | ---- |
| 1    | Danuta Kozák      | Ungheria    | 1'53"427 | Q    |
| 2    | Maryna Litvinčuk  | Bielorussia | 1'53"966 | Q    |
| 3    | Bridgitte Hartley | Sudafrica   | 1'55"737 | Q    |
| 4    | Franziska Weber   | Germania    | 1'56"601 | Q    |
| 5    | Lasma Liepa       | Turchia     | 1'59"581 | Q    |
| 6    | Ana Paula Vergutz | Brasile     | 2'00"680 |      |
| 7    | Marina Toribiong  | Palau       | 2'14"807 |      |

#### Batteria 3
| Pos. | Atleta                  | Paese       | Tempo    | Note |
| ---- | ----------------------- | ----------- | -------- | ---- |
| 1    | Zhou Yu                 | Cina        | 1'53"043 | Q    |
| 2    | Émilie Fournel          | Canada      | 1'53"670 | Q    |
| 3    | Marija Povch            | Ucraina     | 1'54"247 | Q    |
| 4    | Karin Johansson         | Svezia      | 1'55"049 | Q    |
| 5    | Špela Ponomarenko Janić | Slovenia    | 1'55"934 | Q    |
| 6    | Maggie Hogan            | Stati Uniti | 1'58"970 |      |
| 7    | Anne Cairns             | Samoa       | 2'01"885 |      |

#### Batteria 4
| Pos. | Atleta                | Paese       | Tempo    | Note |
| ---- | --------------------- | ----------- | -------- | ---- |
| 1    | Inna Osypenko         | Azerbaigian | 1'51"750 | Q    |
| 2    | Ewelina Wojnarowska   | Polonia     | 1'52"193 | Q    |
| 3    | Elena Anjušina        | Russia      | 1'52"597 | Q    |
| 4    | Martina Kohlová       | Slovacchia  | 1'53"167 | Q    |
| 5    | Dalma Ružičić-Benedek | Serbia      | 1'54"048 | Q    |
| 6    | Naomi Flood           | Australia   | 1'54"150 | Q    |

### Semifinali

#### Semifinale 1
| Pos. | Atleta                | Paese         | Tempo    | Note |
| ---- | --------------------- | ------------- | -------- | ---- |
| 1    | Maryna Litvinčuk      | Bielorussia   | 1'55"641 | FA   |
| 2    | Lisa Carrington       | Nuova Zelanda | 1'56"155 | FA   |
| 3    | Dalma Ružičić-Benedek | Serbia        | 1'57"294 | FA   |
| 4    | Karin Johansson       | Svezia        | 1'59"321 | FB   |
| 5    | Ewelina Wojnarowska   | Polonia       | 1'59"458 | FB   |
| 6    | Marija Povch          | Ucraina       | 2'00"714 |      |
| 7    | Zoya Ananchenko       | Kazakistan    | 2'01"660 |      |

#### Semifinale 2
| Pos. | Atleta          | Paese      | Tempo    | Note |
| ---- | --------------- | ---------- | -------- | ---- |
| 1    | Danuta Kozák    | Ungheria   | 1'54"241 | FA   |
| 2    | Emma Jørgensen  | Danimarca  | 1'55"193 | FA   |
| 3    | Zhou Yu         | Cina       | 1'55"311 | FA   |
| 4    | Elena Anjušina  | Russia     | 1'57"229 | FB   |
| 5    | Martina Kohlová | Slovacchia | 1'57"801 | FB   |
| 6    | Naomi Flood     | Australia  | 2'01"910 |      |
| 7    | Lasma Liepa     | Turchia    | 2'01"910 |      |

#### Semifinale 3
| Pos. | Atleta                  | Paese         | Tempo    | Note |
| ---- | ----------------------- | ------------- | -------- | ---- |
| 1    | Franziska Weber         | Germania      | 1'56"515 | FA   |
| 2    | Inna Osypenko           | Azerbaigian   | 1'57"627 | FA   |
| 3    | Špela Ponomarenko Janić | Slovenia      | 1'58"098 | FB   |
| 4    | Teresa Portela          | Portogallo    | 1'58"360 | FB   |
| 5    | Bridgitte Hartley       | Sudafrica     | 1'58"397 | FB   |
| 6    | Rachel Cawthorn         | Gran Bretagna | 1'58"410 | FB   |
| 7    | Émilie Fournel          | Canada        | 1'59"638 |      |

### Finali

#### Finale B
| Pos. | Atleta                  | Paese         | Tempo    | Note |
| ---- | ----------------------- | ------------- | -------- | ---- |
| 1    | Elena Anjušina          | Russia        | 1'57"202 |      |
| 2    | Špela Ponomarenko Janić | Slovenia      | 1'57"541 |      |
| 3    | Teresa Portela          | Portogallo    | 1'58"058 |      |
| 4    | Ewelina Wojnarowska     | Polonia       | 1'58"167 |      |
| 5    | Martina Kohlová         | Slovacchia    | 1'58"211 |      |
| 6    | Karin Johansson         | Svezia        | 1'58"363 |      |
| 7    | Rachel Cawthorn         | Gran Bretagna | 1'58"470 |      |
| 8    | Bridgitte Hartley       | Sudafrica     | 2'01"890 |      |

#### Finale A
| Pos. | Atleta                | Paese         | Tempo    | Note |
| ---- | --------------------- | ------------- | -------- | ---- |
|      | Danuta Kozák          | Ungheria      | 1'52"494 |      |
|      | Emma Jørgensen        | Danimarca     | 1'54"326 |      |
|      | Lisa Carrington       | Nuova Zelanda | 1'54"372 |      |
| 4    | Maryna Litvinčuk      | Bielorussia   | 1'54"474 |      |
| 5    | Franziska Weber       | Germania      | 1'54"553 |      |
| 6    | Zhou Yu               | Cina          | 1'54"994 |      |
| 7    | Dalma Ružičić-Benedek | Serbia        | 1'55"095 |      |
| 8    | Inna Osypenko         | Azerbaigian   | 1'56"573 |      |